# Baltisk svingel
Baltisk svingel (Festuca polesica) er en græsart i Svingel-slægten som er en dansk ansvarsart. Den er 20 til 60 centimeter høj, vokser i tuer og blomster i juni og juli. Den findes på næringsfattig sandbund nær kysten, i klitter og åben fyrreskov. Den findes i den sydlige del af Østersøområdet og i det nordvestlige Rusland. De få danske forekomster i Odsherred og på Bornholm er artens vestligste. Bestanden i Danmark er stabil, men den er regnet som en truet art på den danske rødliste.